# HR Киля
HR Киля (HD 90177) — яркая голубая переменная в созвездии Киля. Звезда окружена огромной туманностью выброшенного вещества. Она имеет очень широкий разброс бальмеровских линий, наблюдаемых в спектрах звёзд О-класса и звёзд Вольфа-Райе. Эта звезда является одной из самых ярких звезд Млечного Пути.
Температура поверхности составляет около 21 000 кельвинов и спектр гипергиганта раннего спектрального класса B, но со вспышкой охлаждается до 8 000 К. Радиус HR Киля — около 220 солнечных.
Наблюдения телескопа AMBER и PIONIER-интерферометрия показали, что HR Киля является двойной звездной системой. Наиболее вероятная орбита имеет большую полуось 3,3 мс, эксцентриситет 0,4 и период 12,5 лет.
Компаньон кажется больше, чем первичная звезда, но гораздо менее ярким. Скорее всего, это красный сверхгигант размером около 500 радиусов Солнца и массой 9-20 солнечных.